# Haemin
Haemin (Haemin Sunim) est un moine de l’ordre Jogye, ordre issu du bouddhisme coréen.

## Biographie
Haemin est né à Daejeon. Après avoir passé le bac en Corée du Sud, il part aux États-Unis pour faire des études spécialisées en cinéma. Dégoûté très rapidement par le mode de vie et la culture universitaires (drogue, fêtes…) qui ne conviennent pas à ses aspirations, il quitte les dortoirs de sa cité universitaire pour chercher un endroit où résider.
C'est assez proche de son université qu'il va trouver un temple bouddhiste, lieu d’initiation et de découverte du bouddhisme et de sa nouvelle voie. Cependant, il va continuer des études brillantes, et par la suite, il obtiendra une licence en sciences des religions à l’université de Californie à Berkeley, un master à l’université Harvard et un doctorat à l’université de Princeton.

Aujourd’hui, Haemin est professeur de sciences des religions à l’université Hampshire, Massachusetts et vice-supérieur du temple bouddhiste Bulkwang Zen Center à New York.
Ce que l’on voit en s’arrêtant, son deuxième livre, s’est vendu à plus de 2,4 millions d'exemplaires en Corée du Sud, où il est resté près de seize mois au premier rang des Best-sellers. Ce second livre a la particularité d’avoir été écrit sur Twitter quasiment dans son intégralité. L’idée d’utiliser les réseaux sociaux comme moyen d’expression est née d'une volonté de partager « À quoi cela sert-il de cultiver sa morale intérieure et de méditer tout seul ? J’aimerais tant que tout le monde puisse être heureux. »

### France
- Ce que l’on voit en s’arrêtant, Decrescenzo Éditeurs, 2014.

### Corée du Sud
- L’Illumination de la jeunesse, Clearmind, 2010.
- Ce que l’on voit en s’arrêtant, Sam&Parkers, 2012.